# Mexico (Nova York)
Mexico és una població dels Estats Units a l'estat de Nova York. Segons el cens del 2000 tenia 1.572 habitants.

## Demografia
Segons el cens del 2000, Mexico tenia 1.572 habitants, 652 habitatges, i 427 famílies. La densitat de població era de 283,6 habitants/km².
Dels 652 habitatges en un 36,3% hi vivien nens de menys de 18 anys, en un 48,5% hi vivien parelles casades, en un 13,3% dones solteres, i en un 34,4% no eren unitats familiars. En el 29,8% dels habitatges hi vivien persones soles el 14,6% de les quals corresponia a persones de 65 anys o més que vivien soles. El nombre mitjà de persones vivint en cada habitatge era de 2,41 i el nombre mitjà de persones que vivien en cada família era de 2,98.
Per edats la població es repartia de la següent manera: un 27,6% tenia menys de 18 anys, un 7,4% entre 18 i 24, un 27,6% entre 25 i 44, un 24,2% de 45 a 60 i un 13,2% 65 anys o més.
L'edat mediana era de 36 anys. Per cada 100 dones de 18 o més anys hi havia 83 homes.
La renda mediana per habitatge era de 35.761 $ i la renda mediana per família de 41.696 $. Els homes tenien una renda mediana de 39.306 $ mentre que les dones 23.875 $. La renda per capita de la població era de 18.227 $. Entorn del 9,4% de les famílies i el 13% de la població estaven per davall del llindar de pobresa.